# Euphorbia porteriana
Euphorbia porteriana là một loài thực vật có hoa trong họ Đại kích. Loài này được (Small) Oudejans mô tả khoa học đầu tiên năm 1989.